# Ludovic Oucéni
Ludovic Oucéni (* 1. Februar 2001 in Villepinte) ist ein französischer Leichtathlet, der sich auf den Sprint spezialisiert hat.

## Sportliche Laufbahn
Erste internationale Erfahrungen sammelte Ludovic Ouceni beim Europäischen Olympischen Jugendfestival (EYOF) 2017 in Győr, bei dem er in 48,84 s die Goldmedaille über 400 m gewann und mit der französischen 4-mal-100-Meter-Staffel in 42,71 s den vierten Platz belegte. Im Jahr darauf gewann er bei den U18-Europameisterschaften ebendort in 47,01 s die Bronzemedaille und nahm daraufhin an den Olympischen Jugendspielen in Buenos Aires blieb dort unplatziert. 2021 klassierte er sich bei den U23-Europameisterschaften in Tallinn mit 45,93 s auf dem sechsten Platz und siegte in 3:05,01 min mit der 4-mal-400-Meter-Staffel. Anschließend nahm er mit der Staffel an den Olympischen Spielen in Tokio teil, verpasste dort aber mit 3:00,81 min den Finaleinzug. 

## Persönliche Bestleistungen
- 400 Meter: 45,93 s, 10. Juli 2021 in Tallinn
  - 400 Meter (Halle): 47,95 s, 19. Februar 2021 in Miramas